# Jacksonville Jaguars 2023
La stagione 2023 dei Jacksonville Jaguars è stata la 29ª della franchigia nella National Football League e la seconda con Doug Pederson come capo-allenatore. Lo stadio della squadra in questa stagione fu ridenominato EverBank Stadium.
Con una vittoria nel penultimo turno contro i Carolina Panthers, la squadra pareggiò le nove vittorie della stagione precedente. Dopo avere iniziato l'annata con un record di 8-3, Jacksonville collassò nel finale di stagione, perdendo cinque delle ultime sei gare. Malgrado ciò la squadra nell'ultimo turno era ancora in controllo del proprio destino poiché sarebbe bastata una vittoria contro i deboli Tennessee Titans per conquistare la propria division e andare ai playoff. I Jaguars uscirono però sconfitti e il titolo di division andò agli Houston Texans.

## Scelte nel Draft 2023
| Scelte dei Jaguars nel Draft 2023 |        |                    |       |                   |                     |
| Giro                              | Scelta | Giocatore          | Ruolo | College           | Note                |
| 1                                 | 27     | Anton Harrison     | OT    | Oklahoma          |                     |
| 2                                 | 61     | Brenton Strange    | TE    | Penn State        | da Chicago          |
| 3                                 | 88     | Tank Bigsby        | RB    | Auburn            |                     |
| 4                                 | 121    | Ventrell Miller    | LB    | Florida           | Da Tampa Bay        |
| 4                                 | 130    | Tyler Lacy         | DE    | Oklahoma State    | da Buffalo          |
| 5                                 | 136    | Yasir Abdullah     | LB    | Louisville        | da Chicago          |
| 5                                 | 160    | Antonio Johnson    | S     | Texas A&M         | dai New York Giants |
| 6                                 | 185    | Parker Washington  | WR    | Penn State        | dai New York Jets   |
| 6                                 | 202    | Christian Braswell | CB    | Rutgers           |                     |
| 6                                 | 208    | Erick Hallett II   | S     | Pittsburgh        | da Philadelphia     |
| 7                                 | 226    | Cooper Hodges      | G     | Appalachian State | da Carolina         |
| 7                                 | 227    | Raymond Vohasek    | DT    | North Carolina    |                     |
| 7                                 | 240    | Derek Parish       | FB    | Houston           | Dai New York Giants |

## Staff
| Staff dei Jacksonville Jaguars |
| --- |
| Organi dirigenziali - Proprietario – Shahid Khan - Presidente – Mark Lamping - General manager – Trent Baalke - Direttore degli osservatori del college – Michael Davis - Direttore degli osservatori dei professionisti – Regis Eller - Direttore del personale professionistico – DeJuan Polk - Coordinatore del personale dei giocatori – Drew Hughes - Chief football strategy officer – Tony Khan Capo allenatore - Doug Pederson Altri allenatori - Preparatore atletico – Vacante - Assistente p.a. – Adam Potts - Assistente p.a. – Brandon Ireland - Preparatore associato – Kevin Maxen - Preparatore associato – Jackson Schafer Allenatori dell'attacco - Coordinatore offensivo – Press Taylor - Gioco sui passaggi – Jim Bob Cooter - Quarterbacks – Mike McCoy - Assistente quarterback – Andrew Breiner - Running back – Bernie Parmalee - Assistente running back – Tyler Tettleton - Wide receivers – Chris Jackson - Tight ends – Richard Angulo - Offensive line – Phil Rauscher - Assistant offensive line – Todd Washington - Offensive quality control – Nick Williams Allenatori della difesa - Coordinatore difensivo – Mike Caldwell - Defensive line – Brentson Buckner - Assistente defensive line – Rory Segrest - Outside linebacker – Bill Shuey - Inside linebacker – Tony Gilbert - Gioco sui passaggi/cornerback – Deshea Townsend - Safety – Cody Grimm - Assistente difesa senior – Bob Sutton - Controllo qualità difesa – Patrick Reilly Allenatori dello special team - Coordinatore dello special team – Heath Farwell - Assistente special team – Luke Thompson |

## Roster
| Roster dei Jacksonville Jaguars |
| --- |
| Quarterback - 3 C.J. Beathard - 16 Trevor Lawrence Running Back - 4 Tank Bigsby - 1 Travis Etienne - 22 JaMycal Hasty - 25 D'Ernest Johnson Wide Receiver - 39 Jamal Agnew - 84 Elijah Cooks - 15 Tim Jones - 7 Zay Jones - 13 Christian Kirk - 0 Calvin Ridley - 11 Parker Washington Tight End - 17 Evan Engram - 89 Luke Farrell - 85 Brenton Strange Offensive Linemen - 78 Ben Bartch G - 79 Luke Fortner C - 73 Blake Hance G - 77 Anton Harrison T - 72 Walker Little T - 68 Brandon Scherff G - 69 Tyler Shatley C - 70 Cole Van Lanen G Defensive Linemen - 90 Angelo Blackson DE - 94 Folorunso Fatukasi DE - 96 Adam Gotsis DE - 93 Tyler Lacy DE - 99 Jeremiah Ledbetter DE - 95 Roy Robertson-Harris DE Linebacker - 56 Yasir Abdullah OLB - 41 Josh Allen OLB - 45 K'Lavon Chaisson OLB - 57 Caleb Johnson ILB - 33 Devin Lloyd ILB - 48 Chad Muma ILB - 23 Foyesade Oluokun ILB - 50 Shaquille Quarterman ILB - 44 Travon Walker OLB Defensive Back - 21 Christian Braswell CB - 30 Montaric Brown CB - 32 Tyson Campbell CB - 5 Andre Cisco FS - 37 Tre Herndon CB - 2 Rayshawn Jenkins FS - 26 Antonio Johnson FS - 34 Gregory Junior CB - 20 Daniel Thomas SS - 31 Darious Williams CB - 42 Andrew Wingard FS Special Team - 9 Logan Cooke P - 46 Ross Matiscik LS - 10 Brandon McManus K Lista delle riserve - 6 Chris Claybrooks CB (Exempt) - 52 DaVon Hamilton NT (IR) - 75 Cooper Hodges G/T (IR) - 51 Ventrell Miller ILB (IR) - -- Jaylon Moore WR (IR) - 74 Cam Robinson OT (Sospeso) - 91 Dawuane Smoot OLB (PUP) - -- Leonard Taylor TE (IR) - -- Josh Wells T (IR) Squadra di allenamento - 97 Ross Blacklock DE - 67 Chandler Brewer G - 29 Tevaughn Campbell CB - 54 D.J. Coleman OLB - 24 Snoop Conner RB - 64 Coy Cronk OT - 47 De'Shaan Dixon OLB - 40 Erick Hallett SS - 83 Jacob Harris WR - 55 Dequan Jackson OLB - 92 Esezi Otomewo DE - 35 Ayo Oyelola SS - 43 Derek Parish TE - 87 Josh Pederson TE - 18 Nathan Rourke QB - 60 Darryl Williams C - 81 Seth Williams WR Roster aggiornato al 8 settembre 2023 53 attivi, 9 inattivi, 16 nella squadra di allenamento |
| Legenda - I rookie sono in corsivo. - Il primo ruolo è il principale mentre gli eventuali successivi indicano i ruoli secondari. - (IR) sta per Injured Reserve ed indica la lista ristretta per un solo giocatore infortunato che può tornare ad allenarsi dopo la settimana 6 e a rientrare in prima squadra dopo che questa ha giocato 8 partite. - (NF-Inj.) / (NF-Ill.) stanno rispettivamente per Non-Football Injured e Non-Football Illness ed indicano le liste dove viene inserito un giocatore che ha un infortunio o una malattia non dipendente dal football americano. - (PUP) sta per Physically Unable to Perform ed indica la lista dove viene inserito un giocatore mentre è in attesa di recuperare la condizione fisica. Nella stagione regolare dopo la sesta partita giocata dalla propria squadra, il giocatore ha tempo tre settimane per riprendere ad allenarsi, più tre settimane aggiuntive dal suo rientro agli allenamenti per rientrare in prima squadra. |

## Precampionato
Il 17 maggio 2023 furono annunciate le gare del precampionato.
| Precampionato |           |           |                  |           |        |                 |     |         |
| Settimana     | Data      | Ora (ET)  | Avversario       | Risultato | Record | Stadio          | TV  | Sintesi |
| 1             | 12 agosto | 5:00 p.m. | @ Dallas Cowboys | V 28-23   | 1-0    | AT&T Stadium    | Fox | Sintesi |
| 2             | 19 agosto | 1:00 p.m. | @ Detroit Lions  | V 25-7    | 2-0    | Ford Field      | Fox | Sintesi |
| 3             | 26 agosto | 7:00 p.m. | Miami Dolphins   | V 31-18   | 3-0    | TIAA Bank Field | CBS | Sintesi |

## Stagione regolare

### Calendario
Il calendario della stagione regolare 2023 fu reso noto l'11 maggio 2023. Data e orario della gara di settimana 18 furono stabilite il 31 dicembre 2023, dopo lo svolgimento del diciassettesimo turno.
| Stagione regolare |                     |                     |                          |                     |                     |                                    |                     |                     |
| Settimana         | Data                | Ora (ET)            | Avversario               | Risultato           | Record              | Stadio                             | TV                  | Sintesi             |
| 1                 | 10 settembre        | 1:00 p.m.           | @ Indianapolis Colts     | V 31-21             | 1-0                 | Lucas Oil Stadium                  | Fox                 | Sintesi             |
| 2                 | 17 settembre        | 1:00 p.m.           | Kansas City Chiefs       | S 9-17              | 1-1                 | EverBank Stadium                   | CBS                 | Sintesi             |
| 3                 | 24 settembre        | 1:00 p.m.           | Houston Texans           | S 17-37             | 1-2                 | EverBank Stadium                   | Fox                 | Sintesi             |
| 4                 | 1º ottobre          | 9:30 a.m.           | Atlanta Falcons (I)      | V 23-7              | 2-2                 | Wembley Stadium (Londra)           | ESPN+               | Sintesi             |
| 5                 | 8 ottobre           | 9:30 a.m.           | @ Buffalo Bills (I)      | V 25-20             | 3-2                 | Tottenham Hotspur Stadium (Londra) | NFL Network         | Sintesi             |
| 6                 | 15 ottobre          | 1:00 p.m.           | Indianapolis Colts       | V 37-20             | 4-2                 | EverBank Stadium                   | CBS                 | Sintesi             |
| 7                 | 19 ottobre          | 8:15 p.m.           | @ New Orleans Saints (T) | V 31-24             | 5-2                 | Caesars Superdome                  | Prime Video         | Sintesi             |
| 8                 | 29 ottobre          | 1:00 p.m.           | @ Pittsburgh Steelers    | V 20-10             | 6-2                 | Acrisure Stadium                   | CBS                 | Sintesi             |
| 9                 | Settimana di riposo | Settimana di riposo | Settimana di riposo      | Settimana di riposo | Settimana di riposo | Settimana di riposo                | Settimana di riposo | Settimana di riposo |
| 10                | 12 novembre         | 1:00 p.m.           | San Francisco 49ers      | S 3-34              | 6-3                 | EverBank Stadium                   | Fox                 | Sintesi             |
| 11                | 19 novembre         | 1:00 p.m.           | Tennessee Titans         | V 34-14             | 7-3                 | EverBank Stadium                   | CBS                 | Sintesi             |
| 12                | 26 novembre         | 1:00 p.m.           | @ Houston Texans         | V 24-21             | 8-3                 | NRG Stadium                        | CBS                 | Sintesi             |
| 13                | 4 dicembre          | 8:15 p.m.           | Cincinnati Bengals (M)   | S 31-34 (DTS)       | 8-4                 | EverBank Stadium                   | ESPN                | Sintesi             |
| 14                | 10 dicembre         | 1:00 p.m.           | @ Cleveland Browns       | S 27-31             | 8-5                 | Cleveland Browns Stadium           | CBS                 | Sintesi             |
| 15                | 17 dicembre         | 8:20 p.m.           | Baltimore Ravens (S)     | S 7-23              | 8-6                 | EverBank Stadium                   | NBC                 | Sintesi             |
| 16                | 24 dicembre         | 4:05 p.m.           | @ Tampa Bay Buccaneers   | S 12-30             | 8-7                 | Raymond James Stadium              | CBS                 | Sintesi             |
| 17                | 31 dicembre         | 1:00 p.m.           | Carolina Panthers        | V 26-0              | 9-7                 | EverBank Stadium                   | CBS                 | Sintesi             |
| 18                | 7 gennaio           | 1:00 p.m.           | @ Tennessee Titans       | S 20-28             | 9-8                 | Nissan Stadium                     | CBS                 | Sintesi             |

Legenda:
- Gli avversari della propria division sono in grassetto.
- Il simbolo "@" indica una partita giocata in trasferta.
- (M) indica il Monday Night Football, (T) il Thursday Night Football, (S) il Sunday Night Football e (I) una partita delle NFL International Series.

## Premi

### Premi settimanali e mensili
- Brandon McManus:

giocatore degli special team della AFC della settimana 4
giocatore degli special team della AFC del mese di ottobre
giocatore degli special team della AFC della settimana 12
- Trevor Lawrence:

giocatore offensivo della AFC della settimana 11
- Josh Allen:

difensore della AFC della settimana 12